# Australien i olympiska sommarspelen 1920
Australien deltog med 13 deltagare vid de olympiska sommarspelen 1920 i Antwerpen. Totalt vann de två silvermedaljer och en bronsmedalj.

## Medaljer

### Silver
- George Parker  - Friidrott, 3 kilometer gång.
- Frank Beaurepaire, Henry Hay, William Herald och Ivan Stedman - Simning, 4 x 200 m frisim.

### Brons
- Frank Beaurepaire  - Simning, 1500 m frisim.